# مانوباخ
مانوباخ (به آلمانی: Manubach) یک شهر در آلمان است که در ماینتس-بینگن واقع شده‌است. مانوباخ  ۳۴۸ نفر جمعیت دارد.